# Aulacoderus magaliensis
Aulacoderus magaliensis es una especie de coleóptero de la familia Anthicidae.
Habita en Transvaal en (Sudáfrica).